# Melissa Ruru
Melissa-Mae Ruru (* in Rotorua) ist eine neuseeländische Beachvolleyballspielerin. Sie wurde zwei Mal neuseeländische Meisterin im Sand.

## Karriere
Mit Lydia McCormack gewann die in der Region Bay of Plenty geborene Athletin 2012 die zum ersten Mal ausgetragenen nationalen Meisterschaften ihres Heimatlands. Im Endspiel besiegten die Außenseiterinnen Jessie Muggeridge und Hannah Croad in zwei Sätzen. Ein Jahr später gelang mit Alice Bain zwar nicht der erneute Titelgewinn, die beiden konnten sich jedoch die Bronzemedaille sichern. In der gleichen Saison kamen zwei weitere jedoch geteilte dritte Plätze hinzu. Dabei scheiterten die Neuseeländerinnen in Mount Maunganui im Halbfinale an den Deutschen Julia Sude und Chantal Laboureur, die anschließend auch das Turnier und die gesamte New Zealand Tour gewannen.
2014 gewann Ruru mit Danielle Quigley ihre zweite neuseeländische Meisterschaft. Anschließend waren die beiden hauptsächlich bei Challenger-Turnieren aktiv. Dabei war eine Viertelfinalteilnahme in Thailand eine Saison später das beste Ergebnis. Im gleichen Jahr standen sie ein weiteres Mal im Finale der Landesmeisterschaft und wurden Gesamtsiegerinnen der New Zealand Tour. 2016 schieden Melissa Ruru und Shannen Bagge, die inzwischen ein neues Beachduo bildeten, im Achtelfinale der Asienmeisterschaften aus, erreichten jedoch acht Tage später beim AVC Beach Continental Cup die Vorschlussrunde. Nach einem sieglosen Auftritt beim Ein-Stern-Wettbewerb in Shepparton  mit Shaunna Polley spielte Ruru wieder mit Quigley. Dabei sprangen ein Bronzeplatz bei den New Zealand Championships und weitere Medaillenränge bei der heimischen Beachserie heraus. Nach vier Jahren Pause stand Melissa Ruru mit verschiedenen Partnerinnen auf dem Beachvolleyballfeld und erreichte 2022 den dritten Rang beim nationalen Turnier in Auckland.

## Auszeichnungen
- 2012: Neuseelands Polizistin des Jahres[8]

## Sonstiges
Die Polizistin aus Rotorua war zusätzlich zu ihren Fähigkeiten im Volleyball auch eine gute Schwimmerin. Mit den Ortago Rebels bestritt sie die Netball–ANZ–Championship. Ihre außergewöhnlichen sportlichen Leistungen wurden mit der Ehrung als Neuseelands Polizistin des Jahres 2012 belohnt. Der Präsident der Police Association Greg O’Connor überreichte der ersten Preisträgerin aus der Region Bay of Plenty die Auszeichnung in der Polizeiwache ihres Heimatorts.